# Mabechi-gawa
Le fleuve Mabechi (馬淵川, Mabechi-gawa) est un cours d'eau du Japon d'une longueur de 142 km, s'étalant sur un bassin versant de 2 050 km2.

## Géographie
Il prend sa source sur le plateau de Sodeyama (préfecture d'Iwate), traverse les préfectures d'Iwate et d'Aomori puis se jette dans l'océan Pacifique à Hachinohe.